# فريدريك مورتون
فريدريك مورتون (بالإنجليزية: Frederic Morton)‏‏ (5 أكتوبر 1924 في فيينا - 20 أبريل 2015 في فيينا) كاتب، وصحفي، وروائي من الولايات المتحدة.

## روابط خارجية
- فريدريك مورتون على موقع قاعدة بيانات برودواي على الإنترنت (الإنجليزية)